# Mons Penck
Mons Penck – góra na południowo-wschodniej części widocznej strony Księżyca. Leży tuż na wschód-północny wschód od krateru Kant, a na północ od krateru Ibn-Ruszd i klifu Rupes Altai. Na południowy wschód od Mons Penck leżą dobrze widoczne kratery Teofil i Cyryl, na północny zachód krater Zöllner, a na północny wschód małe morze księżycowe Sinus Asperitatis.
Średnica góry u podstawy to około 30 km, wznosi się na wysokość 4 km. Jej nazwa, nadana w 1976 roku upamiętnia niemieckiego geografa i geologa Albrechta Pencka (1858-1945).